# Koryciańska Siklawa
Koryciańska Siklawa – potok, lewy dopływ Chochołowskiego Potoku.
Zlewnia potoku obejmuje Wielkie Koryciska – boczne odgałęzienie Doliny Chochołowskiej. Najwyżej położone źródła znajdują się na wysokości około 1150 m w stokach grzbietu łączącego Tyrałową Czubę z Koryciańską Czubą. Potok spływa we wschodnim kierunku dnem doliny Wielkie Koryciska i uchodzi do Chochołowskiego Potoku na wysokości ok. 960 m. Od ujścia Koryciańskiej Siklawy Chochołowski Potok zmienia nazwę na Siwą Wodę (choć według niektórych map zmiana nazwy następuje niżej).
Koryciańska Siklawa jest niewielkim potokiem. Ma długość ok. 1,2 km. Powierzchnia zlewni wynosi 1,036 km².